# Turbopsebius gagatinus
Turbopsebius gagatinus is een vliegensoort uit de familie van de spinvliegen (Acroceridae). De wetenschappelijke naam van de soort is voor het eerst geldig gepubliceerd in 1866 door Hermann Loew.